# کولپارا، استرالیای جنوبی
کولپارا (به انگلیسی: Kulpara) یک منطقهٔ مسکونی در استرالیا است که در استرالیای جنوبی واقع شده‌است.